# PDS5B
PDS5B‏ (PDS5 cohesin associated factor B) هوَ بروتين يُشَفر بواسطة جين PDS5B في الإنسان.